# 物部村 (兵庫県)
物部村（ものべむら）は、兵庫県津名郡にあった村。概ね現在の洲本市物部一丁目 - 物部三丁目、物部、上物部一丁目 - 上物部二丁目、上物部にあたる。

## 地理
- 河川 ： 洲本川、千草川、樋戸野川

## 歴史
- 1877年（明治10年） - 近世以来の下物部村・上物部村が合併して物部村となる。
- 1889年（明治22年）4月1日 - 町村制の施行により、物部村が単独で自治体を形成。
- 1909年（明治42年）1月1日 - 洲本町・潮村と合併し、改めて洲本町が発足。同日物部村廃止。

## 村長
- 佐野助作